# Zei mărunți
Zei mărunți (1992) (titlu original Small Gods) este al treisprezecelea roman al seriei lui Terry Pratchett Lumea Disc. El povestește despre originea zeului Om și relația sa cu profetul Brutha, satirizând instituțiile religioase, oamenii și practicile, precum și rolul religiei în viața politică.
Codecul audio Ogg Vorbis își datorează numele personajului exchizitorului Vorbis din Zei mărunți.

## Intriga
Marele Zeu Om vrea să își facă din nou apariția în lume, deoarece a venit timpul celui de-al optulea profet. Însă, spre marea sa surpriză, constată că s-a materializat într-o broască țestoasă, rămânând fără puterile sale divine.
În grădinile Citadelei Omniei el vorbește cu novicele Brutha, singurul care îi poate auzi glasul. Om are mult de lucru pentru a-l convinge pe băiat de natura sa divină, deoarece Brutha e convins că Om poate face orice dorește și, în mod cert, nu ar apărea sub forma unei țestoase.
Brutha posedă o memorie eidetică, motiv pentru care șeful Chiziției, Vorbis, îl ia cu el într-o misiune diplomatică în Ephebe. Totuși, Brutha este considerat a fi și destul de prost, ținând cont că nu a putut învăța să citească și rareori se gândește la el.
Cu ajutorul Marii Biblioteci din Ephebe și a filozofului Didactilos, a nepotului său, Urn, și a lui Abraxas, Om află că Brutha este singurul care mai crede în el. Toți ceilalți doar se tem de răzbunarea Chiziției sau merg la biserică din obișnuință. În timpul șederii în Ephebe, memoria lui Brutha este de ajutor pentru ca armata omniană să răzbată prin Labirintul care străjuiește palatul Tiranului. Pe lângă asta, Brutha memorează multe pergamente din bibliotecă, protejând învățătura ephebiană în fața distrugerii, în momentul în care soldații omnieni dau foc clădirii.
Fugind cu barca de lupta din Ephebe, Brutha, Om și grav rănitul Vorbis se pierd în deșert. În drum spre Omnia, ei întâlnesc temple ruinate și zei mărunți care au aspectul unor fantome și caută cu disperare pe cineva care să creadă în ei, făcându-i din nou puternici. Înțelegând că e 'muritor' și că credincioșii sunt foarte importanți, Om începe să fie preocupat de soarta acestora, pentru prima dată în existența lui.
În timpul periplului prin deșert al lui Brutha, Vorbis și Om, Tiranul din Ephebe recapătă controlul asupra orașului și adună alături de el alte națiuni care au avut de-a face cu problema imperialismului Omniei.
La capătul deșertului Vorbis își revine și încearcă să distrugă forma de țestoasă a lui Om, îl răpește pe Brutha și pornește demersurile necesare pentru a fi declarat al Optulea Profet. Brutha urmează să fie ars în public pentru erezie, folosindu-se pentru aceasta o broască țestoasă din bronz, dar Om îi vine în ajutor, căzând drept în capul lui Vorbis din ghearele unui vultur. Asistând la acest miracol, mulțimea începe să creadă din nou în Om, redându-i puterile.
Om își face apariția în Citadelă și îi oferă lui Brutha onoarea de a stabili doctrina noii biserici. Însă Brutha nu e de acord cu noile reguli ale lui Om, explicând că religia ar trebui să se preocupe de oameni și să fie tolerantă cu alte practici religioase.
Ephebe pornește împotriva Omniei alături de celelalte națiuni adunate în jurul său, dar Brutha se străduiește să stabilească relații diplomatice cu ei. Deși au încredere în Brutha, conducătorii armatelor invadatoare nu au încredere în Omnia și pornesc la luptă, fiind contracarați de armata omniană condusă de Simony, care folosește mașina de război proiectată de Urn.
În timpul luptei, Om vrea să intervină de partea credincioșilor săi, lucru pe care Brutha i-l interzice. Deși acest lucru îl înfurie, Om acceptă și călătorește în locul în care zeii Lumii Disc joacă viața oamenilor, convingându-i - cu vorba bună sau, acolo unde e cazul, cu forța - să oprească lupta.
Finalul cărții îl prezintă pe Brutha devenit al Optulea Profet, punând capăt Chiziției și reformând biserica pentru a deveni mai tolerantă și mai umanistă. El moare o sută de ani mai târziu și pornește în călătorie prin deșert către Judecată, având alături spiritul lui Vorbis, pe care l-a găsit rătăcind prin deșert și de care i-a fost milă. Tot acum se dezvăluie și faptul că acest secol de pace trebuia să fie unul de război, dar Călugărul Istoriei Lu-Tze l-a schimbat într-unul pe placul său.

## Adaptări
Cartea a fosr adaptată în 2006 sub forma unui serial pentru BBC, cu Patrick Barlow în rolul lui Om, Carl Prekopp în rolul lui Brutha și Alex Jennings în rolul lui Vorbis, Anton Lesser fiind naratorul.
În 2010 a fost realizată o versiune de scenă, jucată între 17 și 19 februarie 2011 la The Assembly Rooms Theatre, Durham de către OOOOK! Productions și de membri de la Durham Student Theatre. Toate câștigurile au fost donate Fundației Urangutanilor.